# Nébuleuse Californie
Pour les articles homonymes, voir Californie (homonymie).
La nébuleuse Californie (également appelée NGC 1499) est une nébuleuse en émission située dans la constellation de Persée. 
Elle a été nommée ainsi car sa forme ressemble approximativement à celle de l'état de la Californie sur les photographies à longue pose. D'une longueur d'environ 70 années-lumière, NGC 1499 se trouve à environ 1 500 années-lumière de la Terre, ce qui fait d'elle l'une des régions HII les plus proches du système solaire.
Cette nébuleuse, découverte par l'astronome américain Edward Emerson Barnard en 1885, est probablement illuminée par ξ Persei, une étoile géante bleue de type spectral O7.5III.  
En raison de sa très faible magnitude surfacique, il est extrêmement difficile de l'observer visuellement, mais constitue une cible de choix pour les astrophotographes.

## Émissions Hα et Hβ
NGC 1499 est un bon exemple de nébuleuse brillant fortement grâce non seulement aux émissions Hα mais aussi aux émissions en Hβ, comme c'est aussi le cas avec la nébuleuse de la Tête de Cheval. L'observation avec un filtre monochromatique Hα ou Hβ , ou avec un filtre polychromatique Hα et Hβ est donc conseillée pour ce type d'objet.

## Galerie

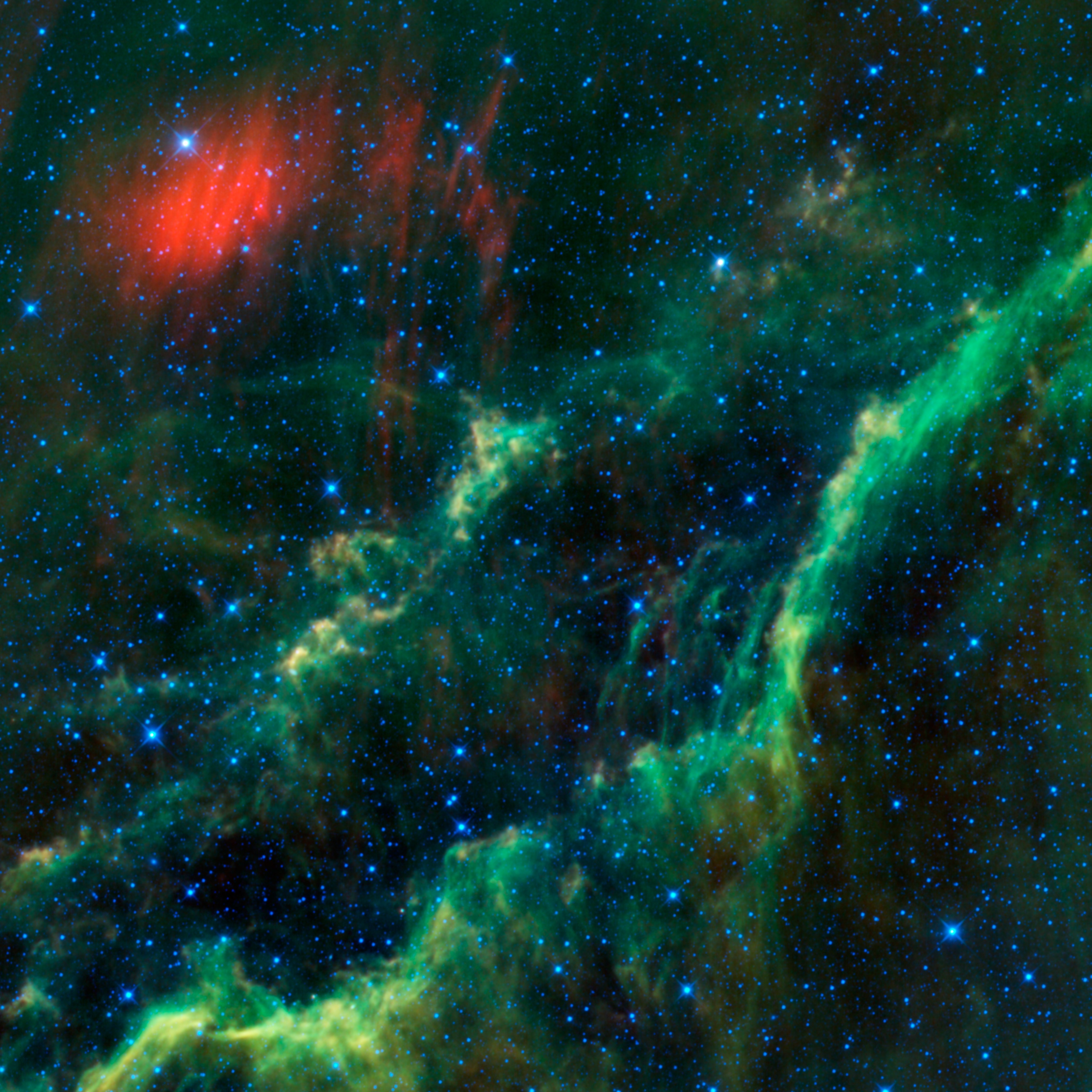
NGC 1499 en infrarouge par le satellite WISE.
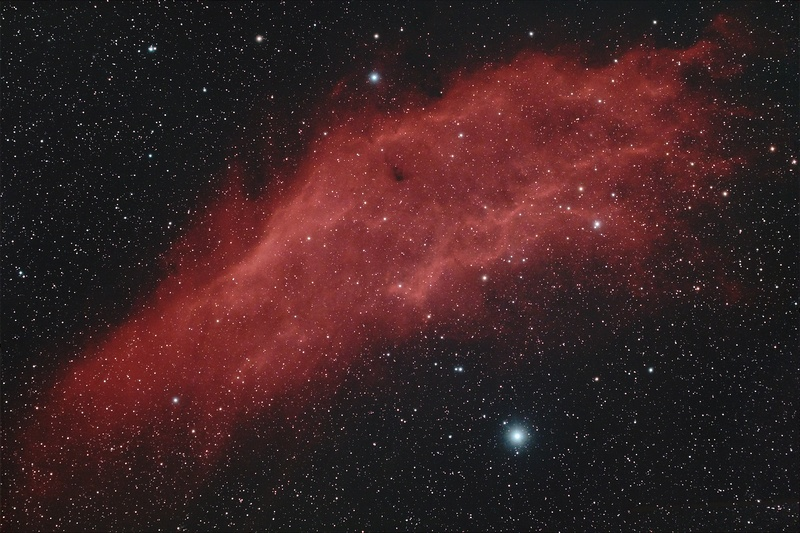
NGC 1499 photographié dans le visible avec un petit télescope.
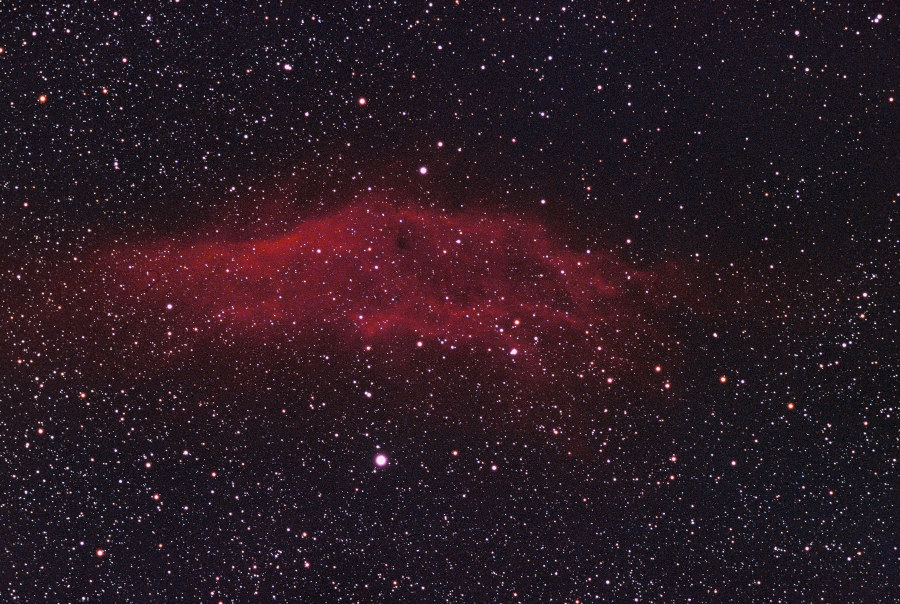
NGC 1499 photographié par Olivier Stein.
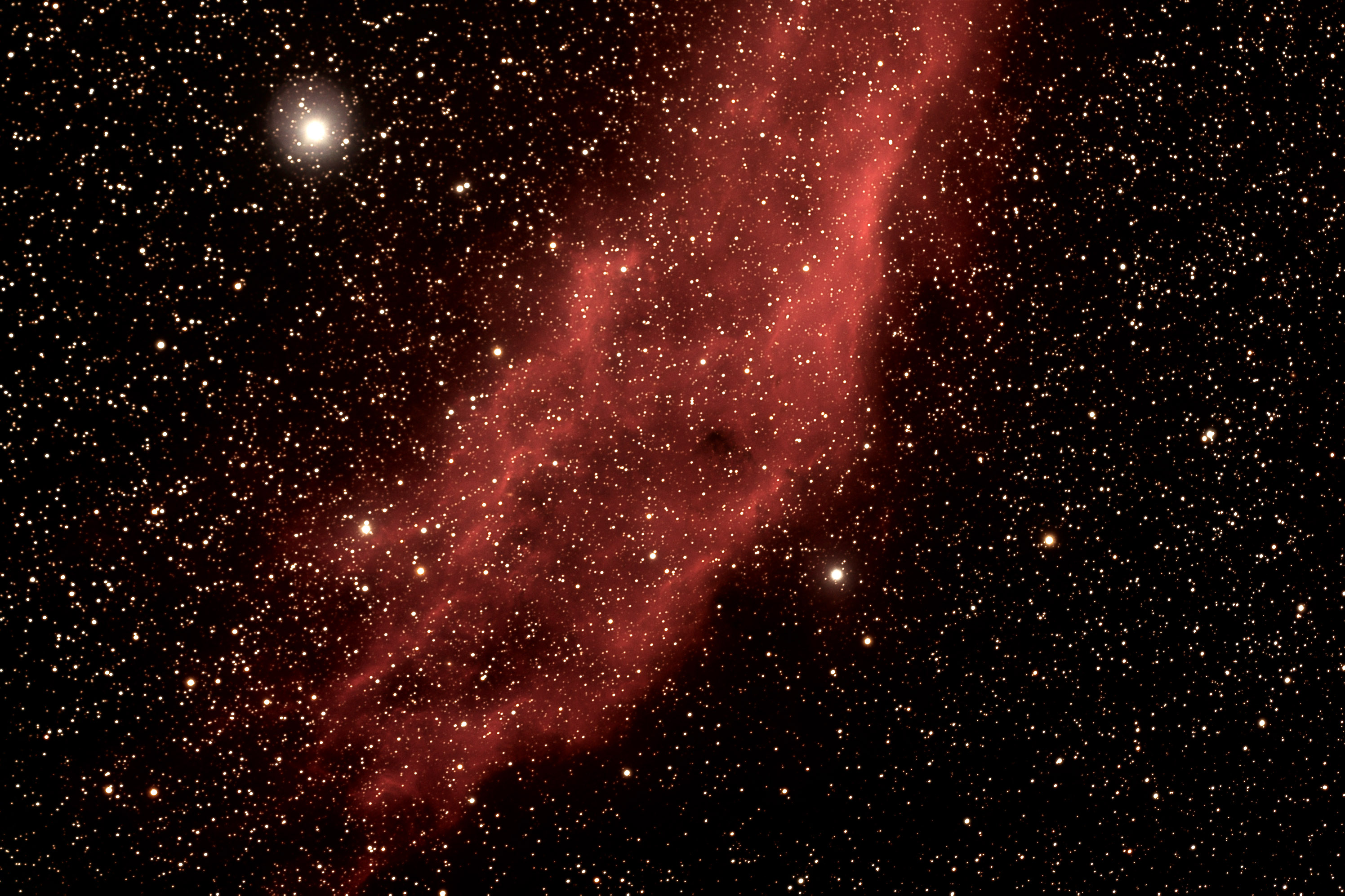
NGC 1499 photographié par Jérôme Gaillard].
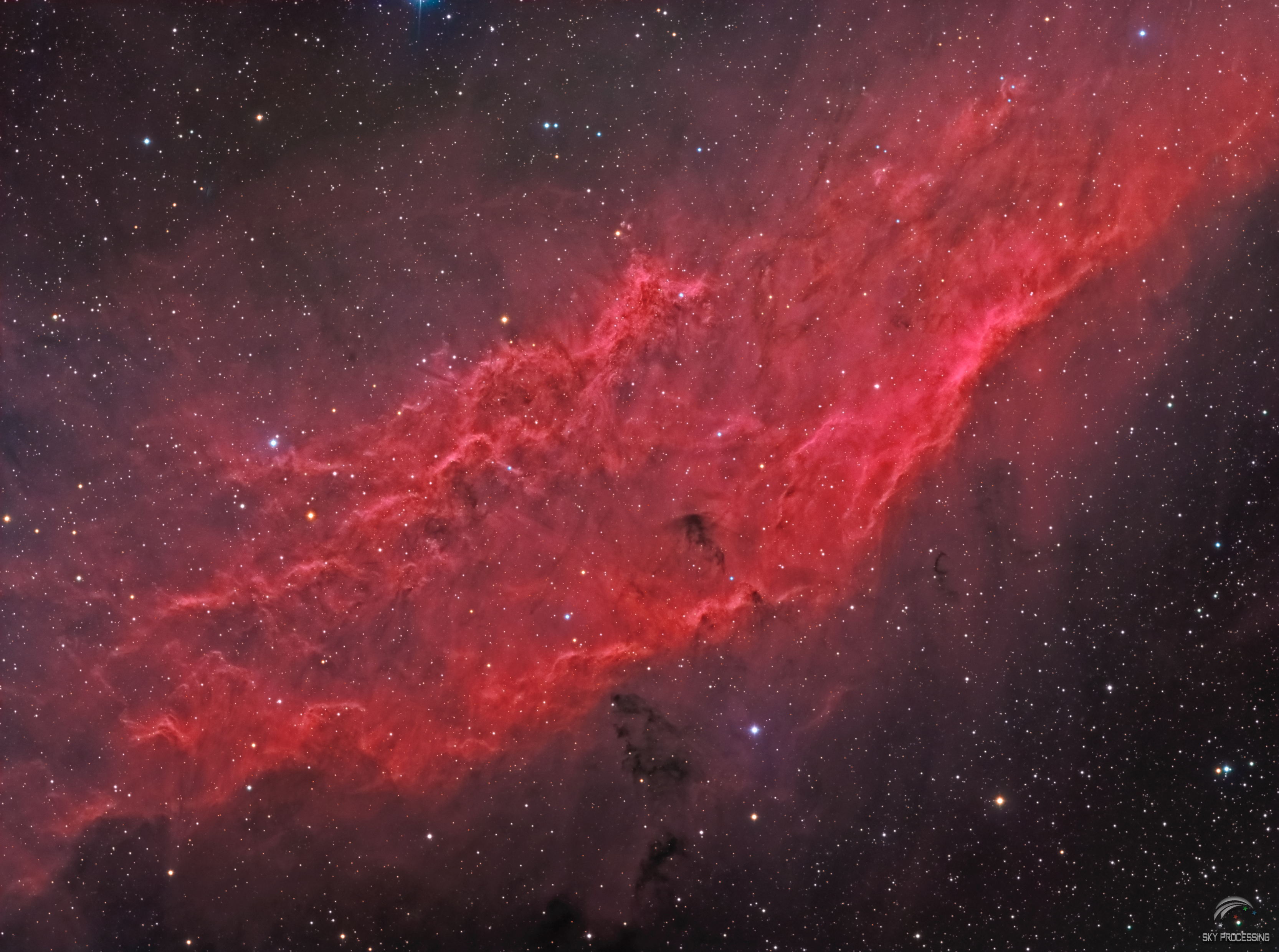
Ngc 1499 photographié par Maxime Tessier